# Bailey Webster
Bailey Marie Webster (Round Rock, 21 luglio 1991) è una pallavolista statunitense.
Gioca nel ruolo di opposto nel Praia Clube.

## Carriera
La carriera di Bailey Webster inizia nel 2004, quando entra a far parte della squadra della sua scuola, la St. Paul's School, mentre gioca contemporaneamente per qualche anno anche a livello di club con la formazione del Wild Blue Volleyball Club; nello stesso periodo, precisamente nel 2008, viene convocata per il campionato nordamericano Under-20, vincendo la medaglia d'oro.
Gioca poi a livello universitario per la University of Texas at Austin, prendendo parte alla NCAA Division I dal 2009 al 2013: nel suo freshman year arriva subito alla finale NCAA, dove perde contro la Pennsylvania State University, per poi saltare l'intera stagione 2010 per infortunio. Dopo il rientro colleziona numerosi riconoscimenti individuali e soprattutto si aggiudica il titolo nella stagione 2012, venendo premiata come Most Outstanding Player sia della fase regionale che della Final 4; nel 2014 fa il esordio con la nazionale statunitense maggiore, vincendo la medaglia d'argento alla Coppa panamericana.
Nella stagione 2014-15 firma il suo primo contratto da professionista, andando a giocare nella Superliga Série A brasiliana col Praia Clube.

## Palmarès

### Club
- NCAA Division I: 1

2012

### Nazionale (competizioni minori)
- Campionato nordamericano Under-20 2008
- Coppa panamericana 2014

### Premi individuali
- 2011 - Division I NCAA statunitense: Lexington Regional All-Tournament Team
- 2011 - All-America First Team
- 2012 - Division I NCAA statunitense: Austin Regional Most Outstanding Player
- 2012 - All-America First Team
- 2012 - Division I NCAA statunitense: National Most Outstanding Player
- 2013 - Division I NCAA statunitense: Lincoln Regional Most Outstanding Player
- 2013 - All-America Second Team